# Monodnaviria
Monodnaviria is een imperium van virussen waartoe alle enkelstrengse DNA-virussen behoren die coderen voor een speciaal endonuclease (het HUH-endonuclease). Deze endonuclease is nodig voor de karakteristieke replicatie van het cirkelvormige genoom. Ook alle virussen die afstammen van bovengenoemde virussen zijn opgenomen in dit imperium, waaronder bepaalde lineaire enkelstrengs-DNA-virussen (ssDNA) en circulaire dubbelstrengs-DNA-virussen (dsDNA). Deze atypische vertegenwoordigers repliceren zich op andere manieren.
Monodnaviria werd vastgesteld in 2019 en omvat vier rijken: Loebvirae, Sangervirae, Trapavirae en Shotokuvirae. Virussen in de eerste drie rijken infecteren alleen prokaryoten, het laatste rijk waarin atypische leden zijn geplaatst, infecteren eukaryoten. Monodnaviria is vermoedelijk meerdere keren onafhankelijk ontstaan uit bacteriële en archaeale plasmiden. Virussen uit het rijk Shotokuvirae zijn waarschijnlijk door middel van genetische recombinatie geëvolueerd. Vrijwel alle bekende ssDNA-virussen behoren tot dit imperium.
Virussen uit dit imperium zijn in verband gebracht met vele infectieziekten, zowel bij economisch belangrijke gewassen als verschillende dieren. De atypische leden van het imperium, zoals de papillomavirussen, kunnen bepaalde vormen van kanker veroorzaken. Monodnaviria staat bekend om het vermogen in het DNA van de gastheer te integreren, en om de hoge mutatie- en recombinatiefrequentie.

## Kenmerken

### Replicatie
Zodra het virale ssDNA in de gastheercel terechtkomt, wordt het gerepliceerd door het DNA-polymerase van de gastheer. Er ontstaat een dubbelstrengs virale DNA-molecuul. Het eiwit Rep maakt een enkelstrengse breuk (nick) in de positieve, sense-streng. Vanaf hier zal DNA-polymerase van de gastheer nogmaals replicatie uitvoeren, met de antisense-streng als template (matrijs). Tijdens de polymerisatie wordt de oorspronkelijke sense-streng geleidelijk vervangen door de nieuw gevormde sense-streng. Uiteindelijk laat de oorspronkelijke sense-streng los, zodat een ssDNA-molecuul ontstaat dat met capside-eiwitten kan worden verpakt tot nieuwe virusdeeltjes.

### Structuur en genoom
De capside is meestal icosaëdrisch van vorm en bestaat uit één enkel capside-eiwit (capsomeer), of uit meerdere capside-eiwitten zoals bij parvovirussen. Vrijwel alle families hebben een positief, dubbelstrengs genoom. Tijdens de replicatie wordt het genoom altijd omgezet naar dubbestrengs DNA om de translatie van virale eiwitten mogelijk te maken.
De ssDNA-virussen hebben een relatief hoge recombinatiefrequentie en relatief veel puntmutaties. Genetische recombinatie van ssDNA-genomen kan optreden tussen nauw verwante virussen wanneer zij tegelijkertijd een gastheercel infecteren. De DNA-polymerasen van de gastheercel zullen wisselen tussen de template-strengen van het virus, waardoor ze recombineren.

## Classificatie
Monodnaviria omvat vier rijken. Omdat vrijwel alle ssDNA-virussen in dit imperium worden geplaatst, komt Monodnaviria in grote lijnen overeen met Groep II van de Baltimore-classificatie. Het ICTV hanteert de volgende taxonomie.
- Rijk: Loebvirae, filamenteuze virussen die bacteriën infecteren
  - Fylum: Hofneiviricota
    - Klasse: Faserviricetes
      - Orde: Tubulavirales
- Rijk: Sangervirae, infecteren bacteriën
  - Fylum: Phixviricota
    - Klasse: Malgrandaviricetes
      - Orde: Petitvirales
        - Familie: Microviridae
- Rijk: Shotokuvirae, een variabele groep met circulaire dsDNA-virussen en linaire ssDNA-virussen
- Rijk: Trapavirae, infecteren archaea en hebben een karakteristieke virusenvelop
  - Fylum: Saleviricota
    - Klasse: Huolimaviricetes
      - Orde: Haloruvirales
        - Familie: Pleolipoviridae